# Lesley Bush
Lesley Bush   (Orange, 17 de setembre de 1947) és una saltadora estatunidenca que va competir durant la dècada de 1960. Es casà amb Charlie Hickcox.
El 1964 va prendre part en els Jocs Olímpics d'Estiu de Tòquio, on va guanyar la medalla d'or en la prova de palanca de 10 metres del programa de salts. Quatre anys més tard, als Jocs de Ciutat de Mèxic quedà eliminada en sèries en la mateixa prova.
En el seu palmarès també destaca una medalla d'or als Jocs Panamericans de 1967 i una d'or i dues de plata a les Universíades de 1965 i 1967. Guanyà un total de cinc campionats nacionals. El 1986 fou incorporada a l'International Swimming Hall of Fame.